# Neocrowsonia viatoricus
Neocrowsonia viatoricus is een keversoort uit de familie dwergkniptorren (Throscidae). De wetenschappelijke naam van de soort werd in 1986 gepubliceerd door Kistner & Abdel-Galil.